# 爆感!グラビア帝国
爆感!グラビア帝国（ばっかん!グラビアていこく）は、2007年1月12日から同年9月21日までテレビ大阪で、毎週金曜日深夜の25:30～26:00（JST）に放送されていたテレビ番組である。2007年5月22日から10月31日までテレビ北海道で、2007年4月4日から2007年8月25日までテレビ愛知でも放送していた。

## 概要
謎の外資系企業、マーメイド社の会長ビル＝ペッパー。全世界のグラビア界制圧を目論む彼は、ターゲットをいよいよ日本に定めた。彼は日本のグラビア界を進攻すべく、極秘裏にセレクトした日本の美女たちでペッパーメイトを結成。彼女達に試練を与える。
- 1st stage - ペッパーメイト VS 日本グラビア同盟 (#1 - #12)

マーメイド社の日本侵攻に脅威を覚えた日本のグラビア界は、「日本グラビア同盟（日グラ）」を発足。ペッパーメイトと日本グラビア同盟の闘いが繰り広げられる。
- 2nd stage - ペッパーガーデン (#14 - #26)

マーメイド社がアメリカにオープンしたアイドルライブハウス「ペッパーガーデン」が日本に上陸。そのステージに立つ事になったペッパーメイト達が様々な芸を習得する。
- 3rd stage (#27 - #36)

グラビアアイドルを世に送り出すために、様々なプロジェクトを展開する。

### X'mas特別企画 グラビアアイドル水泳大会
- 2006年12月24日 25:05-26:05にテレビ大阪で放送された、爆感!グラビア帝国の前身番組で、いわゆるアイドル水泳大会。出演はオレンジェニック・ホリプロ大阪・イエローキャブウエストに所属するアイドルたち。ビル＝ペッパーが競技の様子を視察するシーンなどがあった。

出演者
ホリプロ大阪プロデュース
- ばんことみ 森ちえみ 安藤絵里菜 前川美奈 実はる那 南梨央

イエローキャブウエスト
- 浅田ハルカ（現在浅田晴香）　満腹ミキティ 和泉奈保 八代じゅん 木島さやか 八木えりか

オレンジェニック
- 山口沙紀 畑部麻希 岡智栄 谷本麻衣 熊本茉耶 児玉菜々子

## 出演者

### ペッパーメイト[2]
- 004 山口沙紀
- 005 畑部麻希 - 引退
- 006 谷本麻衣 - 引退
- 007 児玉菜々子
- 008 岡智栄
- 010 寺西永里
- 011 乾亜由美
- 012 山口雪乃（田邉雪乃）
- 013 古賀斗和子
- 014 東野葉月
- 015 西澤由美
- 016 細見真理子 - 引退
- 017 内田ゆかり - 引退
- 018 青木敦子 - 引退
- 019 秋山由貴
- 020 杉山華奈子
- 021 大橋沙代子
- 022 佐浦莉子
- 023 小池美帆
- 024 鈴木未知 - 引退
- 025 北村麻夢 - 引退
- 候補生 寺西加織 - 010 寺西永里の妹
- かわいみや
- 道英代
- 山崎麻央
- 藤原英理香
- 山中絢子
- 大谷有香

### MC
- 古瀬絵理
- 笑い飯

### マーメイドカンパニー
- EDWARD MORAN
- MARK ANTHONY
- JAMES GREY
- BOROSNINA OLGA
- ANITA RENEE LEVY
- SORMIE MILDENHALL
- MARINA GOTOVT SEVA

### 派遣
- No.13712　富田（大阪市在住）
- No.38062　神野（神戸市在住）
- No.39263　松井（堺市在住）※第1・2回放送分では京都市在住

### ナレーション
- イマちゃん
- 窪田涼子
- スパンキー前田
- 森サブ
- トビー飛田

## 主なコーナー

### 1st stage
- 爆感グラビエーター

ビル＝ペッパーが課した試練にペッパーメイトが挑戦する。
初期は写真集の出版権を賭けたペッパーメイト同士のポイント争奪戦であったが、後期はペッパーメイトと日本グラビア同盟に所属するグラビアアイドルとの対決コーナーになった。
- グラビア撮影会の旅

寺西永里と内田ゆかりがグラビア撮影会で旅費を稼ぎながら、福岡・博多から東京・秋葉原を目指す。
途中、山口県・下関で2人が逃走。内田ゆかりがそのままプロダクションを辞めたため終了した。
- 究極のグラビアポーズを探せ！

究極のグラビアポーズを求め、ペッパーメイトたちが様々な場所を奔走する。
- 日本グラビア同盟の逆襲

マーメイド社と敵対する組織・日本グラビア同盟が日本のグラビア界を守るべく、ペッパーメイトのもとへ刺客を送りこむ。
必殺技ハレンチローリングクレイドルでペッパーメイトにハレンチな格好をさせ､グラビアアイドルとして再起不能へと陥れる｡
- 第一の刺客　ハレンチ仮面
- 第二の刺客　ハレンチライダー
- 第三の刺客　ハレンチダイバー
- 第四の刺客　ハレンチぐしけん
- 第五の刺客　ハレンチレンジ

- 児玉菜々子 日グラ育成所生活

日本グラビア同盟に捕らえられ、監禁された児玉菜々子を観察する。
- JAPANグラビアアイドルランキングTOP5

DVDセールス・露出度に加え、ビル＝ペッパーの警戒度も加味したオリジナルランキング。
- 寝顔FILES

寝顔ハンターモリスジョンソンがホテルに宿泊中のペッパーメイトの寝起きを襲う。
実際、女の子の出演時間よりもモリスの出演時間がかなり長く意味不明の企画。
第1回放送後、モリスがブラウン管に姿を現す事はなかった。

### 2nd stage
- 女忍者ぬノ一

布一枚のみを身に着けた女忍者ぬノ一が、ぬノ一忍法の修行をする。
ぬノ一は5人横並びになって師範と向かいあい、「ぬノ一忍法、忍法○○ （○○は「頭」「おちち」「お尻」）」の掛け声に合わせて頭・胸・尻に手を当てる。師範とポーズが被ると、そのぬノ一の布は吹き飛んでしまう。素肌の上に布一枚の姿であることがぬノ一の掟であるため、布の下に身に着けているものがあると、掟破りの罰として水鉄砲隊から水をかけられる。修行態度が最も悪かった者は長老に謝らなければならない。
- ペッパーメイトお宅訪問

派遣の富田が、地元の後輩・浅井と共に、アポなしでペッパーメイト宅へ訪問する。
- SEVEN

月・火・水・木・金・土・日のコンセプトで7冊の写真集を製作。各写真集に載る人をトークで決めるコーナー。
各星の名に因んだテーマでエピソードを発表し、最もイメージに合った人がモデルとなる。
- グラガール

グラビアの力で人々に喜びを与えるコーナー。
- 目指せ巨乳！バストアップ大作戦

バストサイズワースト3のペッパーメイトが、バストアップを目指すコーナー。
女性ホルモンを分泌すればバストアップに繋がるという考えの基、ペッパーメイトは派遣がインターネットで調べた不確かな女性ホルモン分泌法を強制させられる。
- 派遣・神野の夢
- 2007世界ペッパーメイト陸上
- ペッパーメイト！ユニフォーム大作戦
- ペッパーメイト in 淡路島

### 3rd stage
- プリティーリーグ クロッチボール（股球）

女の子の股に挟んだピコピコハンマーでボールを打つ競技。
- 現役高校生ユニットCDデビュー

現役高校生、岡智栄・秋山由貴・寺西加織の3人がCDデビュー。ユニット名「hijk」としてCDをリリースした。
- 寺西永里 吉本興業殴り込み

お笑いの才能を見い出された寺西永里が、吉本興業に殴り込みを掛ける。
- 元祖女忍者ぬノ一
- 派遣・富田のカチコミ
- 妻M
- 帰ってきたハレンチ仮面
- 夏休み企画！早朝水泳大会
- グラビアカードゲーム
- グラビアを車窓から
- グラビアトレーニング

## テーマ曲
- エンディングテーマ

『すてきな王子様（日本語版）』 フランス・ギャル （2007年4月13日 - 8月31日）

## スタッフ
- writter : 伊藤友一、井筒大輔、東京コウ塀
- camera operatars : 樋口直文、印田英樹、本城敏広
- audio : 加賀田高広
- light directers : 本村毅
- video engineer : 竹本幸弘
- title designer : DR.NISHI
- CG : 大神朋子
- eed : 赤羽直樹
- ma : 黒澤秀一
- creator : 清原寛
- public information : 加野孝彦
- photographer : 廣江修
- assistant director : 神野人、中島舞唯、
- director : 西山真、前田知成、岡村啓三
- chief director : JABE
- producer : 宮谷雅秋、関口尚紀、大野尚志
- スタッフ協力 : オンジェム、マウス、戯音工房、グループ・エコー
- 制作協力 : Orangenic、テーク・ワン
- 製作著作 : テレビ大阪

## 放送時間
- テレビ大阪 （毎週金曜日 25時30分 - 26時00分）
- テレビ北海道 （毎週火曜日 25時00分 - 25時30分） - 46日遅れ[3]。

### 過去にネットしていた局
- テレビ愛知（2007年8月25日まで）